# كارلوس روبين استيبان رودريغيز
كارلوس روبين استيبان رودريغيز (بالإسبانية: Carlos Rubén Esteban Rodríguez)‏ (26 مارس 1983 في إسبانيا - ) هو لاعب كرة قدم إسباني في مركز الوسط. لعب مع نادي إيبار ونادي غيخيليو وDeportivo Aragón ‏ ونادي ماردة ‏ وإكستريمادورا يونيون ديبورتيفا.

## وصلات خارجية
- كارلوس روبين استيبان رودريغيز على موقع قاعدة بيانات كرة القدم.إي يو (الإنجليزية)
- كارلوس روبين استيبان رودريغيز على موقع Soccerway.com (الإنجليزية)
- كارلوس روبين استيبان رودريغيز على موقع AS.com (الإسبانية)